# Jodi Lyn O'Keefe
Jody Lyn O'Keefe (n. 10 octombrie 1978) este o actriță americană, model, devenită celebră odată cu rolul fiicei lui Don Johnson în serialul tv Nash Bridges.
A fost distribuită în serialului Prison Break în rolul unui agent al Companiei.